# Saison 2016-2017 des Warriors de Golden State
La saison 2016-2017 des Warriors de Golden State est la 71e saison de la franchise en NBA et la 55e dans la région de la baie de San Francisco.

## Draft
| Tour | Choix | Joueur        | Poste | Nationalité | Provenance               |
| ---- | ----- | ------------- | ----- | ----------- | ------------------------ |
| 1    | 30    | Damian Jones  | C     | États-Unis  | Commodores de Vanderbilt |
| 2    | 38    | Patrick McCaw | SG/SF | États-Unis  | Rebels d'UNLV            |

## Matchs

### Summer League
| Summer League Total: 2-2 |

| Match | Date match | Équipe       | Score   | Meilleur marqueur   | Meilleur rebondeur | Meilleur passeur  | Lieux                | Série |
| ----- | ---------- | ------------ | ------- | ------------------- | ------------------ | ----------------- | -------------------- | ----- |
| 1     | 9 juillet  | San Antonio  | D 61-63 | Keifer Sykes (15)   | Atkins, Laury (8)  | Darion Atkins (3) | Thomas & Mack Center | 0 - 1 |
| 2     | 11 juillet | L.A. Lakers  | D 65-78 | Keifer Sykes (16)   | Robert Carter (7)  | Keifer Sykes (3)  | Thomas & Mack Center | 0 - 2 |
| 3     | 12 juillet | Philadelphie | V 85-77 | O'Neale, Sykes (16) | Ognjen Kuzmić (11) | Thomas Walkup (4) | Thomas & Mack Center | 1 - 2 |
| 4     | 13 juillet | Houston      | V 80-76 | Keifer Sykes (17)   | Ognjen Kuzmić (10) | Ognjen Kuzmić (4) | Thomas & Mack Center | 2 - 2 |
| 5     | 14 juillet | Toronto      |         |                     |                    |                   | Cox Pavilion         | -     |

### Pré-saison
| Pré-saison Total: 6-1 (Domicile : 3-0 ; Extérieur : 3-1) |

| Match | Date match  | Équipe        | Score          | Meilleur marqueur  | Meilleur rebondeur  | Meilleur passeur  | Lieux                     | Série |
| ----- | ----------- | ------------- | -------------- | ------------------ | ------------------- | ----------------- | ------------------------- | ----- |
| 1     | 1er octobre | @ Toronto     | D 93-97        | Klay Thompson (16) | David West (6)      | Patrick McCaw (4) | Rogers Arena 19 000       | 0 - 1 |
| 2     | 4 octobre   | L.A. Clippers | V 120-75       | Klay Thompson (30) | Draymond Green (9)  | Kevin Durant (7)  | Oracle Arena              | 1 - 1 |
| 3     | 6 octobre   | Sacramento    | V 105-96       | Kevin Durant (25)  | Zaza Pachulia (6)   | Stephen Curry (5) | SAP Center at San Jose    | 2 - 1 |
| 4     | 14 octobre  | @ Denver      | V 129-128 (OT) | Stephen Curry (22) | Curry, Looney (9)   | Curry, West (4)   | Pepsi Center              | 3 - 1 |
| 5     | 15 octobre  | @ L.A. Lakers | V 112-107      | Klay Thompson (24) | Kevon Looney (9)    | Patrick McCaw (5) | T-Mobile Arena            | 4 - 1 |
| 6     | 19 octobre  | @ L.A. Lakers | V 123-112      | Stephen Curry (32) | Draymond Green (8)  | Klay Thompson (8) | Valley View Casino Center | 5 - 1 |
| 7     | 21 octobre  | Portland      | V 107-96       | Stephen Curry (35) | Draymond Green (11) | Durant, Green (6) | Oracle Arena              | 6 - 1 |

### Saison régulière
| Saison régulière Total: 67-15 (Domicile : 36-5 ; Extérieur : 31-10) |

| Match | Date match | Équipe             | Score     | Meilleur marqueur | Meilleur rebondeur  | Meilleur passeur   | Lieux Spectateurs          | Série |
| ----- | ---------- | ------------------ | --------- | ----------------- | ------------------- | ------------------ | -------------------------- | ----- |
| 1     | 25 octobre | San Antonio        | D 100-129 | Kevin Durant (29) | Draymond Green (12) | Draymond Green (6) | Oracle Arena               | 0 - 1 |
| 2     | 28 octobre | @ Nouvelle-Orléans | V 122-114 | Kevin Durant (30) | Kevin Durant (17)   | Green, Curry (7)   | Smoothie King Center       | 1 - 1 |
| 3     | 30 octobre | @ Phoenix          | V 106-100 | Kevin Durant (37) | Draymond Green (13) | Draymond Green (9) | Talking Stick Resort Arena | 2 - 1 |

| Match | Date match   | Équipe           | Score     | Meilleur marqueur    | Meilleur rebondeur   | Meilleur passeur    | Lieux Spectateurs         | Série  |
| ----- | ------------ | ---------------- | --------- | -------------------- | -------------------- | ------------------- | ------------------------- | ------ |
| 4     | 1er novembre | @ Portland       | V 127-104 | Stephen Curry (28)   | Draymond Green (8)   | Draymond Green (9)  | Moda Center               | 3 - 1  |
| 5     | 3 novembre   | Oklahoma City    | V 122-96  | Kevin Durant (39)    | Green, Pachulia (10) | Stephen Curry (7)   | Oracle Arena              | 4 - 1  |
| 6     | 4 novembre   | @ L. A. Lakers   | D 97-117  | Kevin Durant (27)    | Draymond Green (9)   | Stephen Curry (11)  | Staples Center            | 4 - 2  |
| 7     | 7 novembre   | Nouvelle-Orléans | V 116-106 | Stephen Curry (46)   | Draymond Green (12)  | Draymond Green (11) | Oracle Arena              | 5 - 2  |
| 8     | 9 novembre   | Dallas           | V 116-95  | Kevin Durant (28)    | Durant, Green (10)   | Stephen Curry (6)   | Oracle Arena              | 6 - 2  |
| 9     | 10 novembre  | @ Denver         | V 125-101 | Stephen Curry (33)   | Durant, Green (9)    | Stephen Curry (7)   | Pepsi Center              | 7 - 2  |
| 10    | 13 novembre  | Phoenix          | V 133-120 | Curry, Thompson (30) | Kevin Durant (9)     | Draymond Green (11) | Oracle Arena              | 8 - 2  |
| 11    | 16 novembre  | @ Toronto        | V 127-121 | Stephen Curry (35)   | Kevin Durant (9)     | Stephen Curry (7)   | Air Canada Centre         | 9 - 2  |
| 12    | 18 novembre  | @ Boston         | V 104-88  | Klay Thompson (28)   | Zaza Pachulia (12)   | Draymond Green (8)  | TD Garden                 | 10 - 2 |
| 13    | 19 novembre  | @ Milwaukee      | V 124-121 | Kevin Durant (33)    | Zaza Pachulia (10)   | Trois joueurs (5)   | BMO Harris Bradley Center | 11 - 2 |
| 14    | 21 novembre  | @ Indiana        | V 120-83  | Klay Thompson (25)   | Kevin Durant (11)    | Draymond Green (7)  | Bankers Life Fieldhouse   | 12 - 2 |
| 15    | 23 novembre  | L.A. Lakers      | V 149-106 | Stephen Curry (31)   | Draymond Green (9)   | Draymond Green (11) | Oracle Arena              | 13 - 2 |
| 16    | 25 novembre  | @ L.A. Lakers    | V 109-85  | Kevin Durant (29)    | Draymond Green (8)   | Kevin Durant (9)    | Staples Center            | 14 - 2 |
| 17    | 26 novembre  | Minnesota        | V 115-102 | Stephen Curry (34)   | Kevin Durant (10)    | Stephen Curry (6)   | Oracle Arena              | 15 - 2 |
| 18    | 28 novembre  | Atlanta          | V 105-100 | Durant, Curry (25)   | Kevin Durant (14)    | Draymond Green (7)  | Oracle Arena              | 16 - 2 |

| Match | Date match   | Équipe                | Score           | Meilleur marqueur  | Meilleur rebondeur  | Meilleur passeur    | Lieux Spectateurs       | Série  |
| ----- | ------------ | --------------------- | --------------- | ------------------ | ------------------- | ------------------- | ----------------------- | ------ |
| 19    | 1er décembre | Houston               | D 127-132 (OT2) | Kevin Durant (39)  | Draymond Green (15) | Draymond Green (9)  | Oracle Arena            | 16 - 3 |
| 20    | 3 décembre   | Phoenix               | V 138-109       | Stephen Curry (31) | Andre Iguodala (6)  | Draymond Green (13) | Oracle Arena            | 17 - 3 |
| 21    | 5 décembre   | Indiana               | V 142-106       | Klay Thompson (60) | Durant, McGee (8)   | Stephen Curry (11)  | Oracle Arena            | 18 - 3 |
| 22    | 7 décembre   | @ L. A. Clippers      | V 115-98        | Klay Thompson (35) | Kevin Durant (8)    | Kevin Durant (7)    | Staples Center          | 19 - 3 |
| 23    | 8 décembre   | @ Utah                | V 106-99        | Stephen Curry (26) | Kevin Durant (11)   | Draymond Green (8)  | Vivint Smart Home Arena | 20 - 3 |
| 24    | 10 décembre  | @ Memphis             | D 89-110        | Kevin Durant (21)  | Stephen Curry (8)   | David West (4)      | FedExForum              | 20 - 4 |
| 25    | 11 décembre  | @ Minnesota           | V 116-108       | Klay Thompson (30) | Kevin Durant (8)    | Stephen Curry (9)   | Target Center           | 21 - 4 |
| 26    | 13 décembre  | @ La Nouvelle-Orléans | V 113-109       | Stephen Curry (30) | Draymond Green (12) | Draymond Green (10) | Smoothie King Center    | 22 - 4 |
| 27    | 15 décembre  | New York              | V 103-90        | Klay Thompson (25) | Kevin Durant (14)   | Durant, Curry (8)   | Oracle Arena            | 23 - 4 |
| 28    | 17 décembre  | Portland              | V 135-90        | Kevin Durant (34)  | Draymond Green (12) | Draymond Green (13) | Oracle Arena            | 24 - 4 |
| 29    | 20 décembre  | Utah                  | V 104-74        | Stephen Curry (25) | Draymond Green (11) | Quatre joueurs (4)  | Oracle Arena            | 25 - 4 |
| 30    | 22 décembre  | @ Brooklyn            | V 117-101       | Kevin Durant (26)  | Zaza Pachulia (14)  | Durant, Curry (7)   | Barclays Center         | 26 - 4 |
| 31    | 23 décembre  | @ Détroit             | V 119-113       | Kevin Durant (32)  | Draymond Green (10) | Draymond Green (12) | Palace of Auburn Hills  | 27 - 4 |
| 32    | 25 décembre  | @ Cleveland           | D 108-109       | Kevin Durant (36)  | Kevin Durant (15)   | David West (5)      | Quicken Loans Arena     | 27 - 5 |
| 33    | 28 décembre  | Toronto               | V 121-111       | Stephen Curry (28) | Kevin Durant (17)   | Draymond Green (10) | Oracle Arena            | 28 - 5 |
| 34    | 30 décembre  | Dallas                | V 108-99        | Klay Thompson (29) | Kevin Durant (11)   | Kevin Durant (10)   | Oracle Arena            | 29 - 5 |

| Match | Date match | Équipe         | Score          | Meilleur marqueur  | Meilleur rebondeur     | Meilleur passeur    | Lieux Spectateurs       | Série  |
| ----- | ---------- | -------------- | -------------- | ------------------ | ---------------------- | ------------------- | ----------------------- | ------ |
| 35    | 2 janvier  | Denver         | V 127-119      | Klay Thompson (25) | Draymond Green (10)    | Draymond Green (13) | Oracle Arena            | 30 - 5 |
| 36    | 4 janvier  | Portland       | V 125-117      | Stephen Curry (35) | Green, Curry (7)       | Draymond Green (11) | Oracle Arena            | 31 - 5 |
| 37    | 6 janvier  | Memphis        | D 119-128 (OT) | Stephen Curry (40) | Kevin Durant (13)      | Stephen Curry (6)   | Oracle Arena            | 31 - 6 |
| 38    | 8 janvier  | @ Sacramento   | V 117-106      | Stephen Curry (30) | Quatre joueurs (7)     | Draymond Green (10) | Golden 1 Center         | 32 - 6 |
| 39    | 10 janvier | Miami          | V 107-95       | Kevin Durant (28)  | Draymond Green (9)     | Stephen Curry (9)   | Oracle Arena            | 33 - 6 |
| 40    | 12 janvier | Détroit        | V 127-107      | Kevin Durant (25)  | Draymond Green (9)     | Draymond Green (13) | Oracle Arena            | 34 - 6 |
| 41    | 16 janvier | Cleveland      | V 126-91       | Klay Thompson (26) | Green, Pachulia (13)   | Green, Curry (11)   | Oracle Arena            | 35 - 6 |
| 42    | 18 janvier | Oklahoma City  | V 121-100      | Kevin Durant (40)  | Kevin Durant (12)      | Stephen Curry (8)   | Oracle Arena            | 36 - 6 |
| 43    | 20 janvier | @ Houston      | V 125-108      | Kevin Durant (32)  | Pachulia, Iguodala (9) | 3 joueurs (7)       | Toyota Center           | 37 - 6 |
| 44    | 22 janvier | @ Orlando      | V 118-98       | Stephen Curry (27) | Durant, Green (10)     | Durant, Curry (6)   | Amway Center            | 38 - 6 |
| 45    | 23 janvier | @ Miami        | D 102-105      | Kevin Durant (27)  | Stephen Curry (10)     | Stephen Curry (8)   | American Airlines Arena | 38 - 7 |
| 46    | 25 janvier | @ Charlotte    | V 113-103      | Kevin Durant (33)  | Andre Iguodala (10)    | Green, Curry (6)    | Time Warner Cable Arena | 39 - 7 |
| 47    | 28 janvier | L. A. Clippers | V 144-98       | Stephen Curry (43) | Stephen Curry (9)      | Kevin Durant (7)    | Oracle Arena            | 40 - 7 |
| 48    | 29 janvier | @ Portland     | V 113-111      | Kevin Durant (33)  | Kevin Durant (10)      | Kevin Durant (6)    | Moda Center             | 41 - 7 |

| Match               | Date match  | Équipe           | Score          | Meilleur marqueur  | Meilleur rebondeur       | Meilleur passeur    | Lieux Spectateurs       | Série   |
| ------------------- | ----------- | ---------------- | -------------- | ------------------ | ------------------------ | ------------------- | ----------------------- | ------- |
| 49                  | 1er février | Charlotte        | V 126-111      | Stephen Curry (39) | Draymond Green (10)      | Trois joueurs (8)   | Oracle Arena            | 42 - 7  |
| 50                  | 2 février   | @ L. A. Clippers | V 133-120      | Stephen Curry (29) | James Michael McAdoo (9) | Stephen Curry (11)  | Staples Center          | 43 - 7  |
| 51                  | 4 février   | @ Sacramento     | D 106-109 (OT) | Stephen Curry (35) | Kevin Durant (9)         | Stephen Curry (9)   | Golden 1 Center         | 43 - 8  |
| 52                  | 8 février   | Chicago          | V 123-92       | Klay Thompson (28) | Kevin Durant (10)        | Kevin Durant (7)    | Oracle Arena            | 44 - 8  |
| 53                  | 10 février  | @ Memphis        | V 122-107      | Klay Thompson (36) | Draymond Green (12)      | Draymond Green (10) | FedExForum              | 45 - 8  |
| 54                  | 11 février  | @ Oklahoma City  | V 130-114      | Kevin Durant (34)  | Kevin Durant (9)         | Stephen Curry (9)   | Chesapeake Energy Arena | 46 - 8  |
| 55                  | 13 février  | @ Denver         | D 110-132      | Kevin Durant (25)  | JaVale McGee (7)         | Draymond Green (6)  | Pepsi Center            | 46 - 9  |
| 56                  | 15 février  | Sacramento       | V 109-86       | Klay Thompson (35) | JaVale McGee (10)        | Stephen Curry (9)   | Oracle Arena            | 47 - 9  |
| All-Star Break 2017 |             |                  |                |                    |                          |                     |                         |         |
| 57                  | 23 février  | L. A. Clippers   | V 123-113      | Stephen Curry (35) | Kevin Durant (15)        | Kevin Durant (7)    | Oracle Arena            | 48 - 9  |
| 58                  | 25 février  | Brooklyn         | V 112-95       | Stephen Curry (27) | McGee, Pachulia (9)      | Andre Iguodala (9)  | Oracle Arena            | 49 - 9  |
| 59                  | 27 février  | @ Philadelphie   | V 119-108      | Kevin Durant (27)  | Andre Iguodala (10)      | Draymond Green (11) | Wells Fargo Center      | 50 - 9  |
| 60                  | 28 février  | @ Washington     | D 108-112      | Stephen Curry (25) | Green, Pachulia (8)      | Draymond Green (14) | Verizon Center          | 50 - 10 |

| Match | Date match | Équipe          | Score     | Meilleur marqueur    | Meilleur rebondeur  | Meilleur passeur    | Lieux Spectateurs        | Série   |
| ----- | ---------- | --------------- | --------- | -------------------- | ------------------- | ------------------- | ------------------------ | ------- |
| 61    | 2 mars     | @ Chicago       | D 87-94   | Stephen Curry (23)   | Draymond Green (8)  | Draymond Green (7)  | United Center            | 50 - 11 |
| 62    | 5 mars     | @ New York      | V 112-105 | Stephen Curry (31)   | Stephen Curry (8)   | Stephen Curry (6)   | Madison Square Garden    | 51 - 11 |
| 63    | 6 mars     | @ Atlanta       | V 119-111 | Curry, Iguodala (24) | Draymond Green (8)  | Stephen Curry (9)   | Philips Arena            | 52 - 11 |
| 64    | 8 mars     | Boston          | D 86-99   | Klay Thompson (25)   | Draymond Green (8)  | Stephen Curry (6)   | Oracle Arena             | 52 - 12 |
| 65    | 10 mars    | @ Minnesota     | D 102-103 | Klay Thompson (30)   | Trois joueurs (6)   | Curry, Green (7)    | Target Center            | 52 - 13 |
| 66    | 11 mars    | @ San Antonio   | D 85-107  | Ian Clark (36)       | Zaza Pachulia (12)  | Matt Barnes (5)     | AT&T Center              | 52 - 14 |
| 67    | 14 mars    | Philadelphie    | V 106-104 | Stephen Curry (29)   | Matt Barnes (9)     | Draymond Green (8)  | Oracle Arena             | 53 - 14 |
| 68    | 16 mars    | Orlando         | V 122-92  | Klay Thompson (29)   | Draymond Green (11) | Stephen Curry (9)   | Oracle Arena             | 54 - 14 |
| 69    | 18 mars    | Milwaukee       | V 117-92  | Stephen Curry (28)   | Matt Barnes (9)     | Draymond Green (10) | Oracle Arena             | 55 - 14 |
| 70    | 20 mars    | @ Oklahoma City | V 111-95  | Klay Thompson (34)   | Draymond Green (10) | Curry, Green (6)    | Chesapeake Energy Arena  | 56 - 14 |
| 71    | 21 mars    | @ Dallas        | V 112-87  | Klay Thompson (23)   | Draymond Green (7)  | Stephen Curry (9)   | American Airlines Center | 57 - 14 |
| 72    | 24 mars    | Sacramento      | V 114-100 | Stephen Curry (27)   | JaVale McGee (10)   | Stephen Curry (12)  | Oracle Arena             | 58 - 14 |
| 73    | 26 mars    | Memphis         | V 106-94  | Klay Thompson (31)   | Green, Iguodala (7) | Stephen Curry (11)  | Oracle Arena             | 59 - 14 |
| 74    | 28 mars    | @ Houston       | V 113-106 | Stephen Curry (32)   | Stephen Curry (10)  | Stephen Curry (7)   | Toyota Center            | 60 - 14 |
| 75    | 29 mars    | @ San Antonio   | V 110-98  | Stephen Curry (29)   | Green, Iguodala (6) | Stephen Curry (5)   | AT&T Center              | 61 - 14 |
| 76    | 31 mars    | Houston         | V 107-98  | Stephen Curry (24)   | Klay Thompson (8)   | Draymond Green (8)  | Oracle Arena             | 62 - 14 |

| Match | Date match | Équipe              | Score     | Meilleur marqueur  | Meilleur rebondeur  | Meilleur passeur       | Lieux Spectateurs          | Série   |
| ----- | ---------- | ------------------- | --------- | ------------------ | ------------------- | ---------------------- | -------------------------- | ------- |
| 77    | 2 avril    | Washington          | V 139-115 | Stephen Curry (42) | Draymond Green (12) | Draymond Green (13)    | Oracle Arena               | 63 - 14 |
| 78    | 4 avril    | Minnesota           | V 121-107 | Klay Thompson (41) | Zaza Pachulia (7)   | Stephen Curry (9)      | Oracle Arena               | 64 - 14 |
| 79    | 5 avril    | @ Phoenix           | V 120-111 | Stephen Curry (42) | Matt Barnes (8)     | Stephen Curry (11)     | Talking Stick Resort Arena | 65 - 14 |
| 80    | 8 avril    | La Nouvelle-Orléans | V 123-101 | Klay Thompson (20) | Kevin Durant (10)   | Durant, Livingston (6) | Oracle Arena               | 66 - 14 |
| 81    | 10 avril   | Utah                | D 99-105  | Stephen Curry (28) | Kevin Durant (10)   | Kevin Durant (6)       | Oracle Arena               | 66 - 15 |
| 82    | 12 avril   | L. A. Lakers        | V 109-94  | Kevin Durant (29)  | Kevin Durant (8)    | Stephen Curry (8)      | Oracle Arena               | 67 - 15 |

### Playoffs
| Playoffs Total: 16-1 (Domicile : 9-0 ; Extérieur : 7-1) |

| Match | Date match | Équipe     | Score     | Meilleur marqueur  | Meilleur rebondeur  | Meilleur passeur    | Lieux Spectateurs | Série |
| ----- | ---------- | ---------- | --------- | ------------------ | ------------------- | ------------------- | ----------------- | ----- |
| 1     | 16 avril   | Portland   | V 121-109 | Kevin Durant (32)  | Draymond Green (12) | Draymond Green (9)  | Oracle Arena      | 1 - 0 |
| 2     | 19 avril   | Portland   | V 110-81  | Stephen Curry (19) | Draymond Green (12) | Draymond Green (10) | Oracle Arena      | 2 - 0 |
| 3     | 22 avril   | @ Portland | V 119-113 | Stephen Curry (34) | Draymond Green (8)  | Stephen Curry (8)   | Moda Center       | 3 - 0 |
| 4     | 24 avril   | @ Portland | V 128-103 | Stephen Curry (37) | Curry, Pachulia (7) | Stephen Curry (8)   | Moda Center       | 4 - 0 |

| Match | Date match | Équipe | Score     | Meilleur marqueur  | Meilleur rebondeur  | Meilleur passeur    | Lieux Spectateurs       | Série |
| ----- | ---------- | ------ | --------- | ------------------ | ------------------- | ------------------- | ----------------------- | ----- |
| 1     | 2 mai      | Utah   | V 106-94  | Stephen Curry (22) | Draymond Green (8)  | David West (7)      | Oracle Arena            | 1 - 0 |
| 2     | 4 mai      | Utah   | V 115-104 | Kevin Durant (25)  | Kevin Durant (11)   | Kevin Durant (7)    | Oracle Arena            | 2 - 0 |
| 3     | 6 mai      | @ Utah | V 102-91  | Kevin Durant (38)  | Kevin Durant (13)   | Draymond Green (5)  | Vivint Smart Home Arena | 3 - 0 |
| 4     | 8 mai      | @ Utah | V 121-95  | Stephen Curry (30) | Draymond Green (10) | Draymond Green (11) | Vivint Smart Home Arena | 4 - 0 |

| Match | Date match | Équipe        | Score     | Meilleur marqueur  | Meilleur rebondeur | Meilleur passeur   | Lieux Spectateurs | Série |
| ----- | ---------- | ------------- | --------- | ------------------ | ------------------ | ------------------ | ----------------- | ----- |
| 1     | 14 mai     | San Antonio   | V 113-111 | Stephen Curry (40) | Zaza Pachulia (9)  | Draymond Green (7) | Oracle Arena      | 1 - 0 |
| 1     | 14 mai     | San Antonio   | V 136-100 | Stephen Curry (29) | Draymond Green (9) | Stephen Curry (7)  | Oracle Arena      | 2 - 0 |
| 3     | 20 mai     | @ San Antonio | V 120-108 | Kevin Durant (33)  | Kevin Durant (10)  | Draymond Green (7) | AT&T Center       | 3 - 0 |
| 4     | 22 mai     | @ San Antonio | V 129-115 | Stephen Curry (36) | Kevin Durant (12)  | Draymond Green (8) | AT&T Center       | 4 - 0 |

| Match | Date match | Équipe      | Score     | Meilleur marqueur | Meilleur rebondeur  | Meilleur passeur   | Lieux Spectateurs   | Série |
| ----- | ---------- | ----------- | --------- | ----------------- | ------------------- | ------------------ | ------------------- | ----- |
| 1     | 1er juin   | Cleveland   | V 113-91  | Kevin Durant (38) | Draymond Green (11) | Stephen Curry (10) | Oracle Arena        | 1 - 0 |
| 2     | 4 juin     | Cleveland   | V 132-113 | Kevin Durant (33) | Kevin Durant (13)   | Stephen Curry (11) | Oracle Arena        | 2 - 0 |
| 3     | 7 juin     | @ Cleveland | V 118-113 | Kevin Durant (31) | Stephen Curry (13)  | Draymond Green (7) | Quicken Loans Arena | 3 - 0 |
| 4     | 9 juin     | @ Cleveland | D 116-137 | Kevin Durant (35) | Draymond Green (14) | Stephen Curry (10) | Quicken Loans Arena | 3 - 1 |
| 5     | 12 juin    | Cleveland   | V 129-120 | Kevin Durant (39) | Draymond Green (12) | Stephen Curry (10) | Oracle Arena        | 4 - 1 |

### Confrontations en saison régulière
| Conférence Est      | Conférence Est                              | Conférence Est                              | Conférence Ouest                            | Conférence Ouest                            | Conférence Ouest                            | Conférence Ouest                            | Conférence Ouest                            |
| Division Atlantique | Division Atlantique                         | Division Atlantique                         | Division Nord-Ouest                         | Division Nord-Ouest                         | Division Nord-Ouest                         | Division Nord-Ouest                         | Division Nord-Ouest                         |
| Équipe              | Domicile                                    | Extérieur                                   | Équipe                                      | Domicile                                    | Domicile                                    | Extérieur                                   | Extérieur                                   |
| ------------------- | ------------------------------------------- | ------------------------------------------- | ------------------------------------------- | ------------------------------------------- | ------------------------------------------- | ------------------------------------------- | ------------------------------------------- |
| Boston              | 86-99                                       | 104-88                                      | Denver                                      | 127-119                                     |                                             | 125-101                                     | 110-132                                     |
| Brooklyn            | 112-95                                      | 117-101                                     | Minnesota                                   | 115-102                                     | 121-107                                     | 116-108                                     | 102-103                                     |
| New York            | 103-90                                      | 112-105                                     | Oklahoma City                               | 122-96                                      | 121-100                                     | 130-114                                     | 111-95                                      |
| Philadelphie        | 106-104                                     | 119-108                                     | Portland                                    | 135-90                                      | 125-117                                     | 127-104                                     | 113-111                                     |
| Toronto             | 121-111                                     | 127-121                                     | Utah                                        | 104-74                                      |                                             | 106-99                                      |                                             |
|                     | 4–1                                         | 5–0                                         |                                             | 8–0                                         | 8–0                                         | 7–2                                         | 7–2                                         |
| Division            | 9–1                                         | 9–1                                         | Division                                    | 15–2                                        | 15–2                                        | 15–2                                        | 15–2                                        |
| Division Atlantique | Division Atlantique                         | Division Atlantique                         | Division Nord-Ouest                         | Division Nord-Ouest                         | Division Nord-Ouest                         | Division Nord-Ouest                         | Division Nord-Ouest                         |
| Équipe              | Domicile                                    | Extérieur                                   | Équipe                                      | Domicile                                    | Domicile                                    | Extérieur                                   | Extérieur                                   |
| Chicago             | 123-92                                      | 87-94                                       |                                             |                                             |                                             |                                             |                                             |
| Cleveland           | 126-91                                      | 108-109                                     | L.A. Clippers                               | 144-98                                      | 123-113                                     | 115-98                                      | 133-120                                     |
| Detroit             | 127-107                                     | 119-113                                     | L.A. Lakers                                 | 149-106                                     |                                             | 97-117                                      | 109-85                                      |
| Indiana             | 142-106                                     | 120-83                                      | Phoenix                                     | 133-120                                     | 138-109                                     | 106-100                                     | 120-111                                     |
| Milwaukee           | 117-92                                      | 124-121                                     | Sacramento                                  | 109-86                                      | 114-100                                     | 117-106                                     | 106-109 (OT)                                |
|                     | 5–0                                         | 3–2                                         |                                             | 7–0                                         | 7–0                                         | 6–2                                         | 6–2                                         |
| Division            | 8–2                                         | 8–2                                         | Division                                    | 13–2                                        | 13–2                                        | 13–2                                        | 13–2                                        |
| Division Atlantique | Division Atlantique                         | Division Atlantique                         | Division Nord-Ouest                         | Division Nord-Ouest                         | Division Nord-Ouest                         | Division Nord-Ouest                         | Division Nord-Ouest                         |
| Équipe              | Domicile                                    | Extérieur                                   | Équipe                                      | Domicile                                    | Domicile                                    | Extérieur                                   | Extérieur                                   |
| Atlanta             | 105-100                                     | 119-111                                     | Dallas                                      | 116-95                                      | 108-99                                      | 112-87                                      |                                             |
| Charlotte           | 126-111                                     | 113-103                                     | Houston                                     | 127-132 (2OT)                               | 107-98                                      | 125-108                                     | 113-106                                     |
| Miami               | 107-95                                      | 102-105                                     | Memphis                                     | 119-128 (OT)                                | 106-94                                      | 89-110                                      | 122-107                                     |
| Orlando             | 122-92                                      | 118-98                                      | La Nouvelle-Orléans                         | 116-106                                     | 123-101                                     | 122-114                                     | 113-109                                     |
| Washington          | 139-115                                     | 108-112                                     | San Antonio                                 | 100-129                                     |                                             | 85-107                                      | 110-98                                      |
|                     | 5–0                                         | 3–2                                         |                                             | 6–3                                         | 6–3                                         | 7–2                                         | 7–2                                         |
| Division            | 8–2                                         | 8–2                                         | Division                                    | 13–5                                        | 13–5                                        | 13–5                                        | 13–5                                        |
| Conférence          | 25-5 (Domicile : 14–1 ; Extérieur : 10–4)   | 25-5 (Domicile : 14–1 ; Extérieur : 10–4)   | Conférence                                  | 42–9 (Domicile : 21–3 ; Extérieur : 21–6)   | 42–9 (Domicile : 21–3 ; Extérieur : 21–6)   | 42–9 (Domicile : 21–3 ; Extérieur : 21–6)   | 42–9 (Domicile : 21–3 ; Extérieur : 21–6)   |
| Total               | 67–15 (Domicile : 36–5 ; Extérieur : 31–10) | 67–15 (Domicile : 36–5 ; Extérieur : 31–10) | 67–15 (Domicile : 36–5 ; Extérieur : 31–10) | 67–15 (Domicile : 36–5 ; Extérieur : 31–10) | 67–15 (Domicile : 36–5 ; Extérieur : 31–10) | 67–15 (Domicile : 36–5 ; Extérieur : 31–10) | 67–15 (Domicile : 36–5 ; Extérieur : 31–10) |

## Classements
| Conférence Ouest | Conférence Ouest                | Conférence Ouest | Conférence Ouest | Conférence Ouest | Conférence Ouest | Conférence Ouest | Conférence Ouest |
| No               | Franchise                       | Vic.             | Def.             | MJ               | MR               | V/D              | GB               |
| ---------------- | ------------------------------- | ---------------- | ---------------- | ---------------- | ---------------- | ---------------- | ---------------- |
| 1                | Warriors de Golden State        | 67               | 15               | 82               | 0                | .817             | -                |
| 2                | Spurs de San Antonio            | 61               | 21               | 82               | 0                | .744             | 6                |
| 3                | Rockets de Houston              | 55               | 27               | 82               | 0                | .671             | 12               |
| 4                | Clippers de Los Angeles         | 51               | 31               | 82               | 0                | .622             | 16               |
| 5                | Jazz de l'Utah                  | 51               | 31               | 82               | 0                | .622             | 16               |
| 6                | Thunder d'Oklahoma City         | 47               | 35               | 82               | 0                | .573             | 20               |
| 7                | Grizzlies de Memphis            | 43               | 39               | 82               | 0                | .524             | 24               |
| 8                | Trail Blazers de Portland       | 41               | 41               | 82               | 0                | .500             | 26               |
|                  |                                 |                  |                  |                  |                  |                  |                  |
| 9                | Nuggets de Denver               | 40               | 42               | 82               | 0                | .488             | 27               |
| 10               | Pelicans de La Nouvelle-Orléans | 34               | 48               | 82               | 0                | .415             | 33               |
| 11               | Mavericks de Dallas             | 33               | 49               | 82               | 0                | .402             | 34               |
| 12               | Kings de Sacramento             | 32               | 50               | 82               | 0                | .390             | 35               |
| 13               | Timberwolves du Minnesota       | 31               | 51               | 82               | 0                | .378             | 36               |
| 14               | Lakers de Los Angeles           | 26               | 56               | 82               | 0                | .317             | 41               |
| 15               | Suns de Phoenix                 | 24               | 58               | 82               | 0                | .293             | 43               |

| Division Pacifique       | V  | D  | MJ | V/D  | GB | Dom   | Ext   | Div  | Conf  |
| ------------------------ | -- | -- | -- | ---- | -- | ----- | ----- | ---- | ----- |
| Warriors de Golden State | 67 | 15 | 82 | .817 | -  | 36-5  | 31-10 | 14-2 | 42-10 |
| Clippers de Los Angeles  | 51 | 31 | 82 | .622 | 16 | 29-12 | 22-19 | 10-6 | 31-21 |
| Kings de Sacramento      | 32 | 50 | 82 | .390 | 35 | 17-24 | 15-26 | 7-9  | 21-31 |
| Lakers de Los Angeles    | 26 | 56 | 82 | .317 | 41 | 17-24 | 9-32  | 6-10 | 16-36 |
| Suns de Phoenix          | 24 | 58 | 82 | .293 | 43 | 15-26 | 9-32  | 3-13 | 11-41 |

## Effectif
| Warriors de Golden State Effectif actuel |    |                        |                      |                   |
| Entraîneur : Steve Kerr                  |    |                        |                      |                   |
| Meneur, Arrière                          | 21 | Drapeau des États-Unis | Ian Clark            | Belmont           |
| Meneur                                   | 30 | Drapeau des États-Unis | Stephen Curry (C)    | Davidson          |
| Ailier                                   | 35 | Drapeau des États-Unis | Kevin Durant (C)     | Texas             |
| Ailier, Ailier fort                      | 23 | Drapeau des États-Unis | Draymond Green (C)   | Michigan State    |
| Arrière, Ailier                          | 9  | Drapeau des États-Unis | Andre Iguodala       | Arizona           |
| Pivot                                    | 15 | Drapeau des États-Unis | Damian Jones         | Vanderbilt        |
| Arrière, Meneur                          | 34 | Drapeau des États-Unis | Shaun Livingston     | Peoria Central HS |
| Ailier fort                              | 5  | Drapeau des États-Unis | Kevon Looney         | UCLA              |
| Ailier fort                              | 20 | Drapeau des États-Unis | James Michael McAdoo | North Carolina    |
| Arrière, Ailier                          | 0  | Drapeau des États-Unis | Patrick McCaw        | UNLV              |
| Pivot                                    | 1  | Drapeau des États-Unis | JaVale McGee         | Nevada            |
| Pivot                                    | 27 | Drapeau de la Géorgie  | Zaza Pachulia        | Géorgie           |
| Arrière                                  | 11 | Drapeau des États-Unis | Klay Thompson (C)    | Washington State  |
| Ailier fort, Pivot                       | 18 | Drapeau du Brésil      | Anderson Varejão     | Brésil            |
| Ailier fort                              | 3  | Drapeau des États-Unis | David West           | Xavier            |
| (C) Capitaine - Blessé                   |    |                        |                      |                   |

## Contrats et salaires 2016-2017
| Joueur               | Poste          | Âge            | Exp            | Contrat                | Salaire 2015-2016 | Fin du contrat |
| -------------------- | -------------- | -------------- | -------------- | ---------------------- | ----------------- | -------------- |
| Joueurs actuels      |                |                |                |                        |                   |                |
| Ian Clark            | SG             | 25             | 3              | 1 015 696 $ sur 1 an   | 980,431 $         | 2017           |
| Stephen Curry        | PG             | 28             | 7              | 44 000 000 $ sur 4 ans | 12 112 359 $      | 2017           |
| Kevin Durant         | SF             | 28             | 9              | 54 274 505 $ sur 2 ans | 26 540 100 $      | 2018           |
| Draymond Green       | SF             | 26             | 4              | 82 000 000 $ sur 5 ans | 15 330 435 $      | 2020           |
| Andre Iguodala       | SG             | 32             | 12             | 48 000 000 $ sur 4 ans | 11 131 368 $      | 2017           |
| Damian Jones         | C              | 21             | 0              | 2 395 800 $ sur 2 ans  | 1 171 560 $       | 2020           |
| Shaun Livingston     | PG             | 31             | 11             | 16 631 175 $ sur 3 ans | 5 782 450 $       | 2017           |
| Kevon Looney         | SF             | 20             | 1              | 3 548 640 $ sur 3 ans  | 1 182 840 $       | 2019           |
| James Michael McAdoo | SG             | 24             | 2              | 980,431 $ sur 1 an     | 980,431 $         | 2017           |
| Patrick McCaw        | SG             | 21             | 0              | 1 448 720 $ sur 2 ans  | 543,471 $         | 2018 (RFA)     |
| JaVale McGee         | C              | 28             | 8              | 1 403 611 $ sur 1 an   | 980,431 $         | 2017           |
| Zaza Pachulia        | C              | 32             | 13             | 2 898 000 $ sur 1 an   | 2 898 000 $       | 2017           |
| Klay Thompson        | SG             | 26             | 5              | 68 979 450 $ sur 4 ans | 16 663 575 $      | 2019           |
| Anderson Varejão     | PF             | 34             | 12             | 1 551 659 $ sur 1 an   | 980,431 $         | 2017           |
| David West           | PF             | 35             | 13             | 1 551 659 $ sur 1 an   | 980,431 $         | 2017           |
| Total salaire        | Total salaire  | Total salaire  | Total salaire  | Total salaire          | 98 258 313 $      | -              |
| Joueurs coupés       | Joueurs coupés | Joueurs coupés | Joueurs coupés | Joueurs coupés         | 1 380 126 $       | -              |
|                      |                |                |                |                        |                   |                |
| Total                | Total          | Total          | Total          | Total                  | 99 638 439 $      | Différence     |
| Salary Cap           | Salary Cap     | Salary Cap     | Salary Cap     | Salary Cap             | 94 143 000 $      | - 5 495 439 $  |
| Luxury Tax           | Luxury Tax     | Luxury Tax     | Luxury Tax     | Luxury Tax             | 113 287 000 $     | 13 648 561 $   |

- 2017 = Joueurs qui peuvent quitter le club à la fin de cette saison.
- 2018 (RFA) = Agent libre restreint.

## Transferts

### Échanges
| Juin           | Juin                                                                                     | Juin                                                                | Juin                   |
| -------------- | ---------------------------------------------------------------------------------------- | ------------------------------------------------------------------- | ---------------------- |
| 24 juin 2016   | Échange à deux équipes                                                                   | Échange à deux équipes                                              | Échange à deux équipes |
| 24 juin 2016   | Vers Warriors de Golden State - Droits sur le 38e choix de la Draft 2016 : Patrick McCaw | Vers Bucks de Milwaukee - Compensation financière                   | [ 2 ]                  |
| Juillet        |                                                                                          |                                                                     |                        |
| 4 juillet 2016 | Échange à deux équipes                                                                   | Échange à deux équipes                                              | Échange à deux équipes |
| 4 juillet 2016 | Vers Warriors de Golden State - Futur second tour de draft                               | Vers Mavericks de Dallas - Andrew Bogut - Second tour de draft 2019 | [ 3 ]                  |

### Joueurs qui re-signent

#### Options joueur et équipe
| Joueur               | Option                                                                                                   |
| -------------------- | --- |
| Ian Clark            | Golden State décline la Qualifying Offer de 1 215 696 $ pour la saison 2016-2017 et devient agent libre. |
| James Michael McAdoo | Golden State décline la Qualifying Offer de 1 180 431 $ pour la saison 2016-2017 et devient agent libre. |
| Kevon Looney         | Golden State exerce son option d'équipe de 1 230 000 $ pour la saison 2017-2018.                         |

### Arrivés

#### Via draft
| Joueur        | Draft                          | Contrat                          | Provenance    | Référence |
| ------------- | ------------------------------ | -------------------------------- | ------------- | --------- |
| Patrick McCaw | Draft 2016, Tour 2, choix n°36 | Contrat de 1 448 720 $ sur 2 ans | Rebels d'UNLV | [ 4 ]     |

#### Via agent libre
| Joueur        | Contrat                           | Provenance              | Référence |
| ------------- | --------------------------------- | ----------------------- | --------- |
| Kevin Durant  | Contrat de 54 300 000 $ sur 2 ans | Thunder d'Oklahoma City | [ 5 ]     |
| Zaza Pachulia | Contrat de 2 898 000 $ sur 1 an   | Mavericks de Dallas     | [ 6 ]     |
| David West    | Contrat de 1 551 659 $ sur 1 an   | Spurs de San Antonio    | [ 7 ]     |

### Départs
| Joueur          | Raison départ         | Nouvelle équipe ¹   | Référence |
| --------------- | --------------------- | ------------------- | --------- |
| Harrison Barnes | Agent libre restreint | Mavericks de Dallas | [ 3 ]     |

¹ Il s'agit de l’équipe pour laquelle le joueur a signé après son départ, il a pu entre-temps changer d'équipe ou encore de pays.